# Zephyrosaurus
Zephyrosaurus é um gênero extinto representado por uma única espécie de dinossauro ornitópode tescelosáuridos que viveu em meados do período Cretáceo, há cerca de 110 milhões de anos, no Aptiano, na atual América do Norte. O holótipo é baseado em restos fragmentários do crânio e do esqueleto pós-craniano encontrados na Formação Cloverly em Montana, Estados Unidos. O Zephyrosaurus tinha um face com grandes protuberâncias, com uma prominência no maxilar e uma no jugal. Alguns dos ossos poderiam ter permitido o movimento dentro do crânio, e como todos os ornitópodes basais possuía dentes pré-maxilares. Era um corredor bípede e que podia viver em tocas. De apenas 1,8 metros de comprimento, chegava a pesar 50 kg. Rastros de pegadas em Maryland e Virginia são atribuídos a esse dinossauro.